# Elezioni europee del 1999 in Francia
Le elezioni europee del 1999 in Francia si sono tenute il 13 giugno per il rinnovo della delegazione francese al Parlamento europeo.
Gli europarlamentari spettanti alla Francia per la V legislatura (1999-2004) erano 87.

## Contesto
Esse, a differenza delle elezioni legislative e presidenziali, si svolgono col sistema elettorale proporzionale di lista secondo la regola della media più forte (metodo D'Hondt) senza voto disgiunto né voto di preferenza e con uno sbarramento al 5% dei suffragi espressi; i seggi sono attribuiti ai candidati secondo l'ordine di presentazione su ogni lista elettorale; il territorio francese è un'unica grande circoscrizione elettorale.
Esse hanno visto arrivare in testa la coalizione di centro-sinistra Construisons notre Europe, poi la coalizione di destra-sovranista Rassemblement pour la France et l'indépendance de l'Europe  e poi la coalizione di centro-destra L'union pour l'Europe, l'opposition unie avec le RPR et Démocratie Libérale.

## Risultati
| Liste                | Liste | Gruppo               | Voti       | %     | Seggi    |
| -------------------- | --- | -------------------- | ---------- | ----- | -------- |
|                      | Construisons notre Europe • Partito Socialista • Partito Radicale di Sinistra • Movimento dei Cittadini                              | - PSE                | 3.874.395  | 21,95 | 22 18 2  |
|                      | Rassemblement pour la France et l'indépendance de l'Europe • Raggruppamento per la Francia • Movimento per la Francia • Indipendenti | - UEN NI             | 2.304.633  | 13,05 | 13 6 1   |
|                      | Union pour l'Europe • Raggruppamento per la Repubblica • Democrazia Liberale • Indipendenti                                          | - PPE-DE             | 2.263.825  | 12,82 | 12 6 5 1 |
|                      | L'écologie, Les Verts - Verdi | Verdi/ALE            | 1.715.808  | 9,72  | 9        |
|                      | Avec l'Europe - Unione per la Democrazia Francese                                                                                    | PPE-DE               | 1.639.049  | 9,28  | 9        |
|                      | Bouge l'Europe! - Partito Comunista Francese                                                                                         | GUE/NGL              | 1.196.557  | 6,78  | 6        |
|                      | Caccia, Pesca, Natura e Tradizioni                                                                                                   | EDD                  | 1.196.141  | 6,78  | 6        |
|                      | Fronte Nazionale | GTI                  | 1.005.345  | 5,69  | 5        |
|                      | Lotta Operaia - Lega Comunista Rivoluzionaria • Lotta Operaia • Lega Comunista Rivoluzionaria                                        | - GUE/NGL            | 914.842    | 5,18  | 5 3 2    |
|                      | Européens d'accord - Movimento Nazionale Repubblicano                                                                                | -                    | 578.844    | 3,28  | -        |
|                      | Moins d'impôts maintenant! - Divers droite                                                                                           | -                    | 312.558    | 1,77  | -        |
|                      | Écologie, choix de la vie - Movimento Ecologista Indipendente                                                                        | -                    | 268.373    | 1,52  | -        |
|                      | Combat pour l'emploi - Divers gauche                                                                                                 | -                    | 178.058    | 1,01  | -        |
|                      | Vivant Energie France | -                    | 124.569    | 0,71  | -        |
|                      | Liste loi naturelle | -                    | 71.549     | 0,41  | -        |
|                      | Mi ou, mi mwen | -                    | 4.305      | 0,02  | -        |
|                      | Partito Umanista | -                    | 2.343      | 0,01  | -        |
|                      | Politique pour l'Europe | -                    | 2.199      | 0,01  | -        |
|                      | Ligue Nationaliste - Estrema destra                                                                                                  | -                    | 998        | 0,01  | -        |
|                      | Vive le federalisme | -                    | 8          | 0,00  | -        |
| Totale               | Totale | Totale               | 17.654.399 | 100   | 87       |
| Schede bianche/nulle | Schede bianche/nulle | Schede bianche/nulle | 1.111.723  |       |          |
| Votanti              | Votanti | Votanti              | 18.766.122 |       |          |
| Elettori             | Elettori | Elettori             | 40.132.132 |       |          |